# عنخس إن بيبي الثانية
عنخس إن بيبي الثانية أو عنخس إن مري رع الثانية ، هي ملكة مصرية قديمة غير حاكمة أو زوجة ملك من الأسرة السادسة ، و قد كانت زوجة الملك بيبي الأول و كذلك تزوجت من ابن أختها الملك مرن رع الأول ، و هي أم الملك بيبي الثاني ، و دفنت في سقارة.

## حياتها

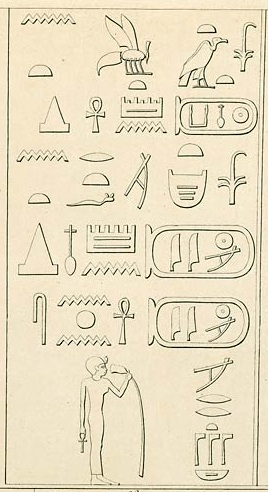
رسم لعنخس إن بيبي الثانية في وادي المغارة (سيناء)

| D | a · xt | w |

و الشقيقتين عنخس إن بيبي الثانية و الأولى كانتا زوجتين لنفس الملك بيبي الأول ، و غالباً ما غيرتا اسميهما بعد الزواج بالملك ، و كلا الملكتين أنجبتا خليفتين للملك على العرش ، فالأولى أنجبت الملك مرن رع الأول و الثانية أنجبت الملك بيبي الثاني الذي حكم بعد أخيه مرن رع الأول
وكان الملك بيبي الثاني صبياً صغيراً عندما ارتقى على العرش المصري ، و هناك دلائل تشير إلى أن عنخس إن بيبي الثانية كان بمثابة وصية على ابنها الملك في السنوات الأولى من حكمه. و يبين لنا التمثال الذي يظهرها مع ابنها على ركبتيها (موجود الآن في متحف بروكلين) بأن حجم الملكة أكبر بكثير من حجم ابنها الملك ، و قد فسر البعض هذا التمثال على أساس أن الملكة عنخس إن بيبي الثانية و ابنها الملك بيبي الثاني يقتديان بالإلهة إست و ابنها حور في هذا الوضع الأمومي المعروف.
و قد ذكرت عنخس إن بيبي الثانية مع شقيقتها في لوحة جنائزية أقامها أخوهما في أبيدوس، ، كما أنها ظهرت في نقوش في وادي مغارة بسيناء.

## ألقابها
تلقبت عنخس إن بيبي الثانية كملكة بالتالي:
- عظيمة صولجان حتس (المفضلة عند الملك).
- زوجة الملك و حبيبته.
- من ترى حور و ست.
- عظيمة الثناء.
- زوجة ملك هرم من نفر مري رع.
- كاهنة خت للإله حور.
- خادمة / رفيقة العظيم.
- رفيقة حور.
- ابنة الإله.
- ابنة الإله تلك.[5]

كما أنه بات من المعروف أنها أصبحت الملكة الرئيسية للملك مرن رع الأول بعد وفاة بيبي الأول ، و الحفريات في عام 1999/2000 كشفت معبد سقارة الجنائزي عن عدة كتل حجرية تحمل عليها الملكة لقبا ملكياً غير معروف سابقا لها:
- زوجة ملك هرم بيبي الأول ، زوجة ملك هرم مرن رع ، زوجة ملك هرم بيبي الثاني.

و حيث أن بناء المعبد تم تحت حكم الملك بيبي الثاني فهناك إشارة لهذا الملك في النقوش ، و هذا يدل على أن مرن رع الأول تزوج خالته الملكة عنخس إن بيبي الثانية بعد وفاة الملك بيبي الأول.
و بعد أن وصل ابنها بيبي الثاني إلى العرش ، أضيف للملكة عنخس إن بيبي الثانية ألقاب جديدة:
- أم ملك الوجه القبلي و الوجه البحري في هرم من عنخ نفر كارع.
- أم ملك الهرم من عنخ نفر كارع.
- أم الملك.[3]

## مدفنها
تم العثور على هرم الملكة عنخس إن بيبي الثانية في سقارة ،و أجريت فيه حفائر حديثة في عام 1998. و تظهر الاكتشافات أن هرم عنخس إن بيبي الثانية يحتوي على أول الأمثلة المعروفة من نصوص الأهرام في هرم ملكة. و النصوص تشير إليها بوصفها أم الملك ، و بالتالي بناء هرمها يعود إلى عهد ابنها.
و عندما تم اكتشاف غرفة الدفن وجد فيها بقايا بشرية يمكن أن تكون لتلك الملكة ، و قد تم نهب المقبرة و إقلاق راحة المومياء التي وجدت داخل و قرب التابوت على هيئة أجزاء ، و إن كانت أجزاءاً غير مكتملة ، و تشي العظام المتبقية أنها كانت لامرأة في أواسط العمر.